# Забродье (Петриковский район)
Забродье (бел. Заброддзе) — деревня в Новосёлковском сельсовете Петриковского района Гомельской области Беларуси.
На юге, востоке и западе граничит с лесом.

## География

### Расположение
В 32 км на север от Петрикова, 7 км от железнодорожной станции Птичь (на линии Лунинец — Калинковичи), 162 км от Гомеля.

## Транспортная сеть
Транспортные связи по просёлочной, затем автомобильной дороге Новосёлки — Копаткевичи. Планировка состоит из прямолинейной меридиональной улицы, к центру которой с востока присоединяется короткая улица с переулком. Жилые дома деревянные, усадебного типа.

## История
По письменным источникам известна с начала XX века как селение, созданное переселенцами из соседних деревень, в Комаровичской волости Мозырского уезда Минской губернии. В 1930 году организован колхоз. 19 жителей погибли во время Великой Отечественной войны. Согласно переписи 1959 года в составе совхоза «Новосёлки» (центр — деревня Новосёлки). Действовали отделение связи, клуб, начальная школа, фельдшерско-акушерский пункт.

## Население

### Численность
- 2004 год — 45 хозяйств, 94 жителя.

### Динамика
- 1917 год — 118 жителей.
- 1921 год — 45 дворов, 202 жителя.
- 1959 год — 190 жителей (согласно переписи).
- 2004 год — 45 хозяйств, 94 жителя.